# Cour et passage Saint-Guillaume
La cour Saint-Guillaume et le  passage Saint-Guillaume sont d'anciennes voies de Paris qui étaient situées dans l'ancien 2e arrondissement et supprimées en 1866 lors du percement de l'avenue de l'Opéra et de la place du Théâtre-Français.

## Situation
Situés dans l'ancien 2e arrondissement, la cour Saint-Guillaume et le passage Saint-Guillaume commençaient au 19, rue de Richelieu et au 6, rue des Boucheries-Saint-Honoré (cette dernière deviendra la rue Jeannisson) et finissaient au 16, rue Traversière-Saint-Honoré qui deviendra rue de la Fontaine-Molière. Ils étaient également reliés au cul-de-sac de la Brasserie.

## Origine du nom
La cour et le passage Saint-Guillaume doivent leurs noms à une enseigne.

## Historique
Ces deux voies ont été construites vers 1780, par monsieur Bellanger, sur les terrains de monsieur Jeannisson, propriétaire des lieux.
Durant les Trois Glorieuses, la voie fut le théâtre d'affrontement entre les insurgés et la troupe.
Par décret impérial du 3 mai 1854, la cour et le passage Saint-Guillaume sont supprimés et absorbés lors des réaménagements du quartier, le percement de l'avenue de l'Opéra et la création de la place du Théâtre-Français en 1866.